# Hurlements 6
Série Hurlements
Hurlements 5
(1989) Hurlements 7
(1995)
Pour plus de détails, voir Fiche technique et Distribution.
Hurlements 6 ou Hurlements VI - Les monstres au Québec (Howling VI: The Freaks) est un film d'horreur américain réalisé par Hope Perello, sorti directement en vidéo en 1991.

## Synopsis
Ian, un vagabond sympathique mais solitaire, accepte d'effectuer des réparations à l'église locale d'une commune aride et rurale du canton de Bluff. Évitant tout contact humain, Ian semble anormalement se méfier de la pleine lune imminente. Conscient du fait que Ian est un vrai loup-garou, R.B. Harker, propriétaire d'un carnaval itinérant, capture le jeune homme et le force à travailler pour lui. Ian devient ainsi une des attractions de Harker, au même titre que les autres "bizarreries" de l'homme. Pour compliquer encore les choses, Harker se révèle avoir lui-même un secret monstrueux.

## Fiche technique
- Réalisation : Hope Perello
- Scénario : Kevin Rock, d'après le roman de Gary Brandner
- Musique : Patrick Gleeson (en)
- Photographie : Edward Pei
- Montage : Adam Wolfe
- Production : Robert Pringle
- Société de distribution :  Lions Gate Entertainment
- Langue : anglais
- Genre : Horreur
- Durée : 102 minutes
- Sortie : 1991 (vidéo)

## Distribution
- Brendan Hughes : Ian
- Michelle Matheson : Elizabeth
- Sean Gregory Sullivan : Winston
- Antonio Fargas : Bellamey
- Carol Lynley : Eddington
- Jered Barclay : Dewey
- Bruce Payne : R.B. Harker
- Gary Cervantes : Shéril Fuller
- Christopher Morley : Carl / Carlotta
- Deep Roy : Toones
- Randy Pelish : Pruitt
- Ben Kronen : Hank
- John A. Neris : Earl Bartlett
- Al White : Carny Worker
- Jeremy West : Lester